# P/2019 V2 (Groeller)
P/2019 V2 (Groeller) — короткоперіодична комета із сім'ї Юпітера. Відкрита 3 листопада 2019 року; була 20.7m на час відкриття. Абсолютна величина комети разом з комою становить 9.9m.